# Frankolin chiński
Frankolin chiński (Francolinus pintadeanus) – gatunek średniej wielkości azjatyckiego ptaka z rodziny kurowatych (Phasianidae). Osiadły.

## Systematyka
Wyróżniono dwa podgatunki F. pintadeanus:
- F. pintadeanus phayrei – północno-wschodnie Indie do południowych Chin i Indochin.
- F. pintadeanus pintadeanus – południowo-wschodnie Chiny.

## Charakterystyka

### Morfologia
Wygląd zewnętrzny: Samiec od pokrewnych gatunków różni się ma czarnym paskiem policzkowym i brakiem przedkońcowego, płowego paska na barkówkach. Samica ma mniej kontrastowy rysunek głowy i nie ma rdzawego koloru na piórach skrzydeł. Młode ubarwione podobnie do samicy.
Rozmiary: długość ciała: ok. 33 cm
Masa ciała: samiec ok. 370 g, samica ok. 310 g

## Występowanie

### Środowisko
Suche, luźne lasy oraz zarośla i tereny trawiaste, często na granicy pól uprawnych.

### Zasięg występowania
Południowo-wschodnia Azja od północno-wschodnich Indii, poprzez Mjanmę, południowo-wschodnie Chiny, Tajlandię i Laos aż po Kambodżę i Wietnam. Introdukowany na Filipiny i Mauritius.

## Pożywienie
Nasiona, pędy roślin i owady.

## Rozród
Gniazdo: na ziemi, ukryte wśród traw lub pędów bambusa.
Okres lęgowy: Od marca do września.
Jaja: znosi 4–5 jaj.

## Status, zagrożenie i ochrona
Status według kryteriów Czerwonej księgi gatunków zagrożonych IUCN: gatunek najmniejszej troski (LC – least concern). Trend liczebności populacji uznaje się za stabilny.